# Vụ đánh bom doanh trại Beirut 1983
Vào ngày 23 tháng 10 năm 1983, hai quả bom xe tải đã tấn công các tòa nhà ở Beirut, Lebanon, nơi chứa các thành viên phục vụ của Mỹ và Pháp của Lực lượng đa quốc gia ở Lebanon (MNF), một hoạt động gìn giữ hòa bình quân sự trong Nội chiến Lebanon. Vụ tấn công đã giết chết 307 người: 241 quân nhân Hoa Kỳ và 58 quân nhân Pháp, sáu thường dân và hai kẻ tấn công.

## Diễn biến
Sáng 23 tháng 10 năm 1983, xe tải do tài xế người Iran Ismail Ascari điều khiển tiến vào sân bay quốc tế Beirut, đi thẳng tới doanh trại thủy quân lục chiến Mỹ. Chiếc xe dễ dàng tiến đến gần vị trí của quân đội Mỹ mà không bị kiểm tra bởi lính gác tin rằng đây là xe chở nước. Trên thực tế, chiếc xe tải đang chất đầy thuốc nổ của lực lượng Hồi giáo.
Sau khi đi vào bãi đỗ, lái xe bất ngờ tăng ga và đâm thẳng qua bức tường ngăn cách với doanh trại Mỹ. Chiếc xe tiếp tục lao qua cổng giữa hai vọng gác rồi đâm vào sảnh toà nhà trong căn cứ. Lính gác được trang bị súng nhưng không kịp lên đạn do thực hiện đúng quy tắc giao chiến của chỉ huy.
Ascari kích hoạt khối thuốc nổ mạnh tương đương 9,5 tấn TNT, gây tiếng nổ lớn bên trong căn cứ, nâng bổng và nổ tung cả tòa nhà 4 tầng, khiến 241 lính Mỹ thiệt mạng. Đây được coi là một trong những ngày đẫm máu nhất của quân đội Mỹ trong thập niên 1990.
Chỉ 10 phút sau, một xe bom cũng đâm vào doanh trại lính Pháp cách đó vài km. Tài xế bị bắn hạ và xe bị chặn lại, nhưng nó vẫn phát nổ và phá huỷ hoàn toàn toà nhà 9 tầng gần đó. Vụ tấn công khiến 58 lính dù Pháp thiệt mạng, trở thành thiệt hại nặng nhất đối với Pháp kể từ cuộc chiến Algeria năm 1962.